# أدريان فيشر
أدريان فيشر (بالإنجليزية: Adrian Fisher)‏ هو مهندس المناظر الطبيعية بريطاني، ولد في 5 أغسطس 1951.